# Vallée de Chumbi

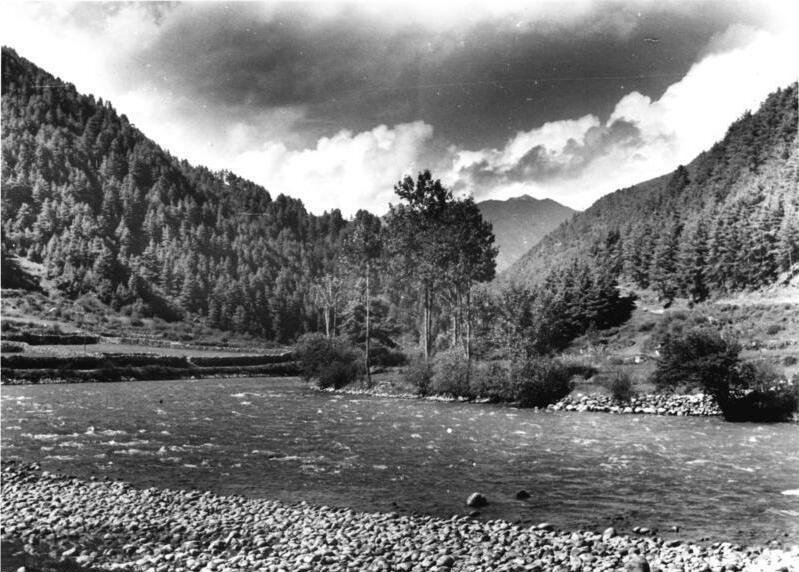
Vue de la vallée de Chumbi, 1938.

La vallée de Chumbi est une vallée du Tibet, à l'intersection de l'Inde (Sikkim), du Bhoutan et du Tibet dans les Himalayas. Deux passages principaux entre l'Inde et le Tibet s'ouvrent ici : les cols de Nathu La et de Jelep La.
La vallée est à une altitude de 3 000 mètres et était au premier rang de la mission britannique de 1904 au Tibet. La vallée fleurit au printemps. Elle bénéficie d'un climat modéré.

## Histoire
Entre 1670 et 1685, sous le règne du 5e Dalaï Lama, le Tibet conquiert notamment la vallée de Chumbi au sud du Tibet.
Annie Royle Taylor (1855 - 1922), une missionnaire évangélique anglaise, s'installa dans la vallée de Chumbi . Elle s'y trouvait encore en 1903 quand arriva l'expédition militaire britannique au Tibet.
Le 7 septembre 1904, la convention entre la Grande-Bretagne et le Tibet est signée entre les Britanniques et le gouvernement tibétain. Ce traité, qui permettait l'occupation de la vallée par les Anglais, est rapidement remis en cause, notamment par le traité de Pékin en 1906.
Sir William Wright Smith, un botaniste britannique, explora la vallée de Chumbi et d'autres régions du Tibet entre 1909 et 1910. Il amasse alors suffisamment de documents pour publier Records of the Botanical Survey of India.
C'est en traversant la vallée de Chumbi que le 13e dalaï-lama s'exila du Tibet en Inde en 1909-1910, grâce, selon Claude Arpi, au soutien de la population locale qui l'escorta jusqu'à la frontière pour le protéger des troupes chinoises de Zhao Erfeng qui étaient à sa recherche, avec pour ordre de le capturer ou de le tuer.
Devant l'avancée de l'armée chinoise, Heinrich Harrer quitte Lhassa en novembre 1950 et se réfugie dans la vallée de Chumbi avant de quitter le Tibet en mars 1951.
En décembre 1951, le 14e dalaï-lama et son entourage se réfugièrent à Yatoung dans la vallée de Chumbi, à la frontière du Sikkim, près de Nathu La. Selon Alexandra David-Néel – qui a quitté définitivement l'Asie en juin 1946 mais donne, en 1953, dans un ouvrage d'actualité, Le vieux Tibet face à la Chine nouvelle, « un avis sûr et documenté » sur le conflit entre la République populaire de Chine et le Tibet – les paysans de la ville et des environs, non sans parfois quelques récriminations, durent nourrir gratis, plusieurs mois durant, « le Précieux Protecteur, sa horde et son troupeau de mules ».

## Population
Selon William Montgomery McGovern (1924), si les habitants de la vallée sont d'origine tibétaine comme les Bhoutanais et les Sikkimais, par contre ils ont un dialecte et nombre d'habitudes qui leur sont propres. Ils sont réputés être les plus beaux de tous les peuples de souche tibétaine. À la différence des vrais Tibétains, chez qui la saleté est une vertu prisée des dieux, les habitants de la vallée se lavent parfois.

## Perdurance de l'esclavage
L'agent britannique (political officer) au Bhoutan, Sikkim et Tibet Charles Alfred Bell, qui, de septembre 1904 à novembre 1905, eut sous sa responsabilité la vallée de Chumbi, rapporte que l'esclavage continuait à y être pratiqué à l'époque de l'occupation britannique tout en ayant fortement décliné les trente années précédentes. Il ne restait qu'une ou deux douzaines d'esclaves, contrairement à la situation du Bhoutan voisin où l'esclavage était plus répandu. Il note que l'esclavage dans la vallée du Chumbi était d'un type très atténué. Si l'esclave n'était pas bien traité, il lui était facile de fuir et de chercher refuge au Sikkim ou en Inde britannique.